# Deosergestes corniculum
Deosergestes corniculum is een tienpotigensoort uit de familie van de Sergestidae. De wetenschappelijke naam van de soort is voor het eerst geldig gepubliceerd in 1855 door Krøyer.